# Manganeso
El manganeso es un elemento químico de número atómico 25 situado en el grupo 7 de la tabla periódica de los elementos y se simboliza como Mn. Su masa atómica es de 54.938049. Se encuentra como elemento libre en la naturaleza, a menudo en combinación con el hierro y en muchos minerales. Como elemento libre, el manganeso es un metal con aleación de metales industriales con importantes usos, sobre todo en los aceros inoxidables.
El fosfatado de manganeso se utiliza como tratamiento para la prevención de la oxidación y corrosión del acero. Dependiendo de su estado de oxidación, los iones de manganeso tienen colores diferentes y se utilizan industrialmente como pigmentos. Los permanganatos alcalinos y de metales alcalinotérreos son oxidantes poderosos. El dióxido de manganeso se utiliza como cátodo.
Los iones de manganeso funcionan como cofactores de una serie de enzimas en los organismos superiores, donde son esenciales en la desintoxicación de los radicales libres de superóxido. El elemento es un mineral traza esencial para todos los seres vivos conocidos. En cantidades mayores, y al parecer con una actividad mucho mayor por la inhalación, el manganeso puede causar un síndrome de intoxicación en los mamíferos, con daños neurológicos que a veces son irreversibles.

## Características principales

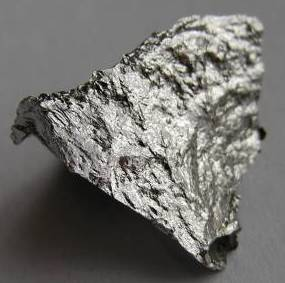
Muestra de manganeso puro.

El manganeso es un metal de transición blanco grisáceo,  parecido al hierro. Es un metal duro y muy frágil, refractario y fácilmente oxidable. El manganeso metal puede ser ferromagnético, pero solo después de sufrir un tratamiento especial.
Sus estados de oxidación más comunes son 2+, 3+, 4+, 6+ y +7, aunque se han encontrado compuestos con todos los números de oxidación desde 1+ a 7+; los compuestos en los que el manganeso presenta estado de oxidación 7+ son agentes oxidantes muy enérgicos. Dentro de los sistemas biológicos, el catión Mn2+ compite frecuentemente con el Mg2+. Se emplea sobre todo aleado con hierro en aceros y en otras aleaciones.

Diagrama de Pourbaix del manganeso.

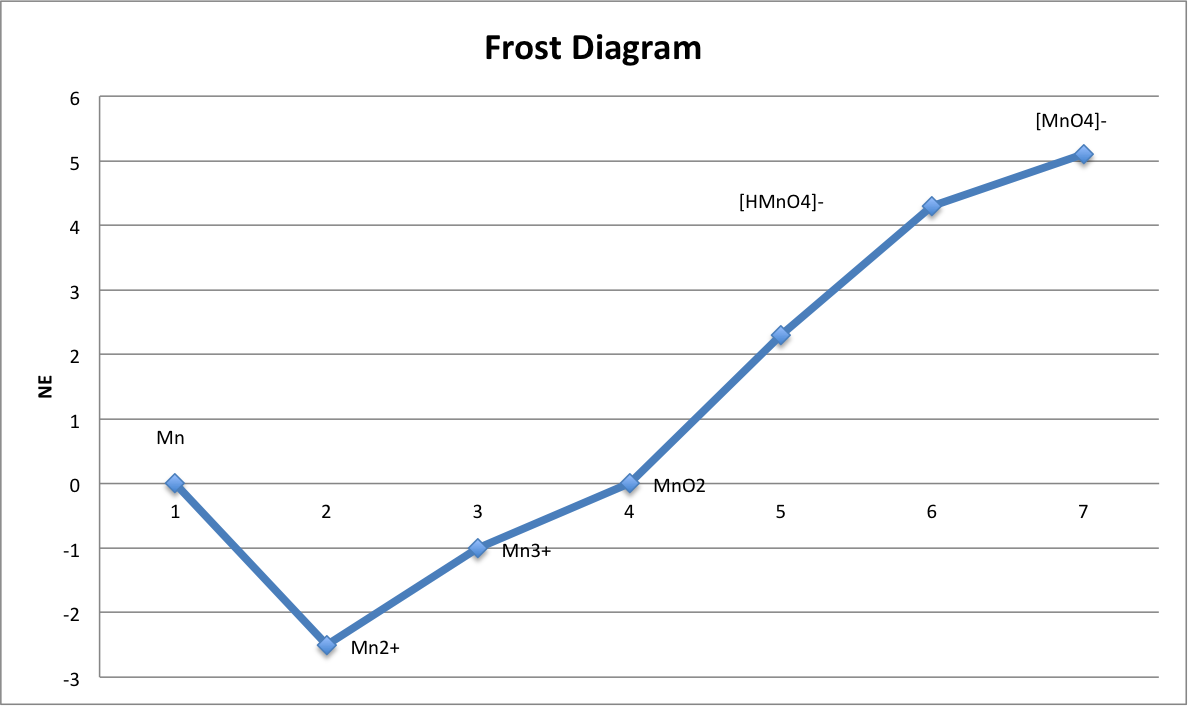
Diagrama de Frost del manganeso.

## Aplicaciones
- El traqueteo de los motores se reduce mediante el uso de un compuesto de manganeso que se añade a la gasolina sin plomo. Esto aumenta el octanaje del combustible.
- El manganeso se utiliza en las baterías desechables estándar.
- El manganeso es esencial para producir el acero y el hierro. El manganeso es un componente esencial para la fabricación de acero inoxidable de bajo costo.
- El manganeso es aleado con aluminio para producir una aleación que es más resistente a la corrosión. La mayoría de las latas de aluminio para bebidas contienen entre el 0,8 % y el 1,5 % de manganeso.
- En química, el óxido de manganeso se utiliza para oxidar el alcohol bencílico.
- La contaminación de hierro puede hacer que el vidrio se tinte de color verde. Ya desde tiempos antiguos se añade un compuesto de manganeso al vidrio para contrarrestar este efecto.
- El dioxígeno y el dicloro se procesan utilizando dióxido de manganeso. Este mismo compuesto es también un pigmento marrón que se puede utilizar para fabricar pinturas.
- El vidrio y la cerámica se pueden colorear mediante diversos compuestos de manganeso.
- En algunas partes del mundo, el manganeso se utiliza para fabricar monedas.

## Historia
Se ha encontrado dióxido de manganeso, MnO2, pirolusita, en pinturas rupestres (dando un color negro). También se han utilizado a lo largo de la historia, por ejemplo por los egipcios y los romanos, compuestos de manganeso para decolorar el vidrio o bien darle color. También se ha utilizado para obtener el color marrón violáceo en barnices cerámicos. Asimismo se ha encontrado manganeso en las minas de hierro utilizadas por los espartanos, y se piensa que tal vez sea debido a esto la especial dureza de sus aceros.
En el siglo XVII, el químico alemán Glauber, produjo por primera vez permanganato, un reactivo de laboratorio bastante utilizado. En 1774, el químico sueco  Scheele descubrió la producción de cloro por reacción de la pirolusita con ácido clorhídrico. Este método se utilizó durante muchos años, para emplear el cloro como blanqueante de telas y desinfectante, hasta la introducción de los métodos electrolíticos. Scheele también supuso que en la pirolusita se encontraba  un elemento desconocido, pero fue Johan Gottlieb Gahn quien lo aisló por reducción del dióxido con carbono (1774), unos años después de los experimentos realizados en Viena por Ignatius Gottfried Kaim (1770), descritos en su obra "De metalleis dubiis" y que, a pesar de su escasa difusión, le confirman como el primer científico en aislar el manganeso.
A principios del siglo XIX se comenzó a probar el manganeso en aleaciones de acero. En 1816 se comprobó que endurecía al acero, sin hacerlo más frágil.

## Papel biológico

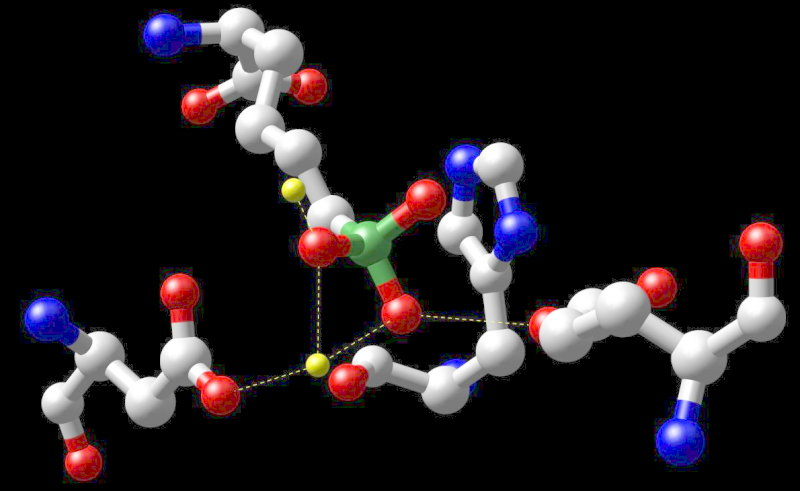
Arginasa, enzima que contiene manganeso en su estructura.

El manganeso es un oligoelemento, es decir, un elemento químico esencial para todas las formas de vida.
En el ser humano es requerido para el adecuado funcionamiento del sistema inmunológico, la regulación del azúcar en la sangre y la energía celular, la reproducción, la digestión, el crecimiento óseo, la coagulación sanguínea y la hemostasia, y la defensa contra las especies reactivas del oxígeno.
Se ha comprobado que el manganeso tiene un papel tanto estructural como enzimático. Está presente en más de treinta enzimas, destacando la superóxido dismutasa de manganeso (Mn-SOD), que cataliza la dismutación de superóxidos, O2-; la Mn-catalasa, que cataliza la dismutación de peróxido de hidrógeno, H2O2; así como en la concavalina A (de la familia de las lectinas), en donde el manganeso tiene un papel estructural.
El cuerpo humano logra absorber el manganeso en el intestino delgado, acabando la mayor parte en el hígado, de donde se reparte a diferentes partes del organismo. Alrededor de 10 mg de manganeso son almacenados principalmente en el hígado y los riñones. En el cerebro humano el manganeso es unido a metaloproteínas de manganeso, siendo la más relevante la glutamina sintetasa en los astrocitos.
El manganeso es también importante en fotosíntesis oxigénica en las plantas. El complejo oxigénico es parte del fotosistema II contenido en las membranas de los cloroplasto; es responsable de la fotoxidación final del agua durante la fase luminosa de la fotosíntesis y tiene una metaloenzima con cuatro átomos de manganeso. Por esta razón, la mayoría de los fertilizantes contienen manganeso.

## Abundancia y obtención
Es el duodécimo elemento más abundante en la corteza terrestre y está ampliamente distribuido.
Se encuentra en cientos de minerales, aunque solo una docena tiene interés industrial. Destacan: pirolusita (MnO2), psilomelana (MnO2·H2O), manganita (MnO(OH)), braunita (3Mn2O3·MnSiO3), rodonita (MnSiO3), rodocrosita (MnCO3), hübnerita (MnWO4), etc. En los fondos marinos también se ha encontrado en nódulos de manganeso, en donde el contenido en manganeso oscila entre un 15 y un 30%, y en donde sería posible extraerlo.
Los países con mayores yacimientos de minerales de manganeso son Sudáfrica, Ucrania, Bolivia y China.
El metal se obtiene por reducción de los óxidos con aluminio, y el ferromanganeso se obtiene también reduciendo los óxidos de hierro y manganeso con carbono.
| 1.  | Sudáfrica       | 5,80 |
| 2.  | Australia       | 3,18 |
| 3.  | Gabón           | 2,51 |
| 4.  | Brasil          | 1,74 |
| 5.  | Ghana           | 1,55 |
| 6.  | China           | 1,33 |
| 7.  | India           | 0,80 |
| 8.  | Ucrania         | 0,50 |
| 9.  | Costa de Marfil | 0,48 |
| 10. | Birmania        | 0,43 |

Fuente: USGS.

## Compuestos

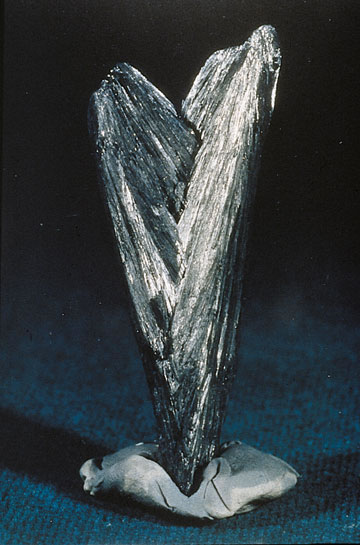
Óxido de manganeso.

El permanganato de potasio, KMnO4, es un reactivo de laboratorio muy común debido a sus propiedades oxidantes.
El dióxido de manganeso, MnO2 se emplea como despolarizador en pilas secas. También se puede usar para decolorar vidrio que presente color verde debido a la presencia de trazas de hierro. Este óxido también se emplea para dar color amatista al vidrio, y es responsable del color de la amatista (una variedad del cuarzo). Además, se utiliza en la producción de cloro y oxígeno.
Algunas monedas de aluminio contienen manganeso como aleación.

## Toxicidad

### Exposición
Exposiciones prolongadas a compuestos de manganeso, de forma inhalada u oral, pueden provocar efectos adversos en el sistema nervioso y respiratorio.
La inhalación de polvo de manganeso es perjudicial para la salud y puede ser el motivo de varios cuadros clínicos. Los casos de intoxicación más habituales están relacionados con el ámbito laboral; entre otros, la manufactura de acero, cerámica, vidrio, pintura, linóleo, fósforo, pilas secas y fuegos artificiales. La cantidad máxima permitida en la industria es de 5 mg por m³ de aire.

### Distribución en el organismo
Una vez que la exposición al manganeso ha sido elevada, la distribución y sus niveles son heterogéneos con nivel máximo de acumulación en el globo pálido (uno de los tres núcleos que forman los núcleos basales).
Se han encontrado tres transportadores  que son capaces de mediar el flujo de salida del Mn: ferroportina, SLC30A10 y el portador de soluto ATPasa tipo P vía Ca-ATPasa1 (SPCA1). Existe una clara evidencia apoyando la capacidad de ferroportina y SPCA1 en la mediación de la salida de Mn y la desintoxicación en cultivo celular aunque su papel en la desintoxicación de Mn en todo el nivel organismo aún no se ha aclarado. Por otro lado SLC30A10 parece desempeñar un papel fundamental en el mantenimiento de los niveles de Mn celulares y de protección contra la toxicidad de Mn en todo el organismo.

### Mecanismo de acción
La intoxicación por manganeso puede producir procesos fisiopatológicos a nivel del sistema nervioso, más concretamente bloqueando la síntesis de neurotransmisores. El manganeso inhibe le enzima tirosina-hidroxilasa que es la enzima sintetizadora de catecolaminas y también inhibe a la dopamina-beta-hidroxilasa enzima encargada de la síntesis de dopamina.
En los seres humanos y en las ratas con deficiencia crónica de hierro se ha visto que se acumula Mn en los ganglios basales debido a la competencia de ambos metales (Fe y Mn) por los transportadores que comparten.
A nivel pulmonar puede producir fiebre del soldador, que se produce por la liberación de pirógenos por los macrófagos pulmonares al ser lesionados por las partículas del compuesto metálico.
A nivel cardiovascular bloquea la entrada de calcio, llegando a producir bradicardia e hipotensión.

### Alteraciones fisiopatológicas
La intoxicación aguda se conoce como manganismo, el cual comienza a manifestarse con trastornos del sueño, excitación y euforia. El afectado siente deseos irresistibles de bailar o marchar sin descanso, con ataques de risa inmotivados y logorrea. Predominan las lesiones cerebrales en los núcleos basales, con un cuadro similar al Parkinson, faz inexpresiva y salivación. 
Se produce encefalopatía con degeneración neuronal en varios núcleos de encéfalo y cerebelo (células de Purkinje). Se asocia a trastornos psíquicos como inestabilidad emocional y alucinaciones. La administración de L-DOPA mejora la sintomatología. También está relacionada con la Esclerosis Lateral Amiotrófica (ELA) por degeneración de las neuronas motoras. En el 73% de los casos conlleva impotencia sexual. El cuadro es irreversible.
El diagnóstico se confirma con la detección de manganeso en la sangre, se han detectado casos de hasta 80 μg por 100 ml. En etapas tempranas, se puede detener el avance de la enfermedad administrando adatamil cálcico. El tratamiento incluye, además, inyecciones diarias de gluconato de calcio (10 ml al 10%), la administración de dosis altas de vitaminas B1 y B12 y atropina o escopolamina en dosis de 1 mg, con el fin de aliviar los temblores.
El parkinsonismo inducido por manganeso puede producirse en pacientes con insuficiencia hepática que no pueden eliminarlo de forma correcta en la bilis, también en individuos que reciben nutrición parenteral total sin una exposición elevada. Hay que destacar que los pacientes sometidos a microdiálisis debido a una insuficiencia renal crónica pueden desarrollarlo sin haber estado expuestos a partículas exógenas de este metal.
Además, recientes estudios genéticos han demostrado que las mutaciones homocigóticas en SLC30A10 conducen a la aparición de parkinsonismo familiar inducido por Mn.
La Fiebre del soldador se caracteriza por un corto periodo de latencia, tras el cual aparece la sintomatología que recuerda a una gripe: tos disnea, fiebre, dolor articular, náuseas, vómitos, confusión mental, etc., y profusa sudoración, todo lo cual persiste 24 horas.
Por otro lado el manganeso es también hepatotóxico estando relacionado con la Colestasis canalicular.
Además puede producir teratogénesis, que si se producen durante la organogénesis (semanas 3-8) las consecuencias pueden ser fatales ya que este periodo es de máxima susceptibilidad pues las células embrionarias han perdido su carácter totipotencial.

### Biomarcadores
El manganeso (Mn), tras la absorción, se almacena en compartimentos intracelulares de tejidos y por esto, la concentración de Mn en la sangre no siempre refleja con precisión la concentración de Mn en el tejido diana, particularmente en el cerebro. Existen diferencias entre las concentraciones de Mn en los tejidos diana y la concentración en sangre, por lo que ésta es un biomarcador pobre.
La exposición al Mn altera la homeostasis del hierro, por lo que la relación Mn / Fe (MIR) en plasma o eritrocitos refleja no solo las concentraciones en estado estacionario de Mn o Fe en los individuos analizados, sino también una respuesta biológica a la exposición de Mn (homeostasis alterada Fe). Estudios en humanos apoyan el valor potencial del uso de MIR para distinguir las personas con exposición al Mn. Además, la resonancia magnética (MRI), en combinación con la evaluación no invasiva de ácido γ-aminobutírico (GABA) por espectroscopia de resonancia magnética (MRS), proporcionan una evidencia convincente de la exposición al Mn, incluso sin síntomas clínicos de intoxicación por Mn. Para los sujetos expuestos al Mn durante un largo periodo de tiempo a bajas dosis o sujetos expuestos en el pasado, pero no el presente, ni la sangre ni la resonancia magnética proporcionan información convincente de exposición o intoxicación por Mn. Sin embargo el plasma o la relación Mn / Fe  dan una medida más sensible.
Teniendo en cuenta la gran acumulación de Mn en el hueso, el desarrollo de una espectroscopia de fluorescencia de rayos X o un método basado en la espectroscopia de neutrones pueden suponer otra herramienta no invasiva novedosa para evaluar la exposición Mn y su toxicidad.